# 헤르만 바빙크
헤르만 바빙크(Herman Bavinck, 1854년 12월 13일 ~ 1921년 7월 29일)는 네덜란드 정통 개혁주의 신학자이며 목사이다.

## 생애와 신학 배경
바빙크는 네덜란드의 호헤베인이란 동네에서 태어났다. 바빙크는 캄펀에서 첫 신학교를 다녔고, 이후에 레이던으로 가서 더 깊은 신학공부를 했다. 바빙크와 동시대 신학자로는 아브라함 카이퍼와 벤저민 워필드가 있다. 바빙크는 레이던 대학교에서 1880년에 졸업하였고 졸업논문은 츠빙글리 윤리에 관한 논문이었다(De ethiek van Ulrich Zwingli). 1년 후, 캄펀의 프로테스탄트 신학대학교의 교의학 교수로 부름을 받게 된다. 이후, 암스테르담에서 바빙크는 더 많은 글들을 써내려간다. 이러한 글들에서 정통 칼뱅주의 신학자로서의 면모가 어김없이 드러난다. 바빙크는 성경의 유기적 영감설(organic inspiration)을 주장했다. 비록 바빙크는 1921년에 작고했지만, 그의 신학적 영향력은 지대했다. 예를 들면, 코닐리어스 밴틸이나 루이스 벌코프등은 많은 부분 바빙크의 신학적 빛 아래서 신학 작업을 했다.

## 신학방법론
헤르만 바빙크는 종합적인 방법(Synthetic Method)을 사용한다. 그는 교의학의 방법(Methode der Dogmatiek)에 관하여 3 요소를 말한다. 성경(de Heilige Schrift), 신조(de belijdenis der kerk), 그리고 기독교적 의식(het Christelkk bewustzijn)이다. 계시인 성경이 신학 방법의 가장 중요한 요소가 되어야 한다고 한다. 이 세 요소가 종합적인 방법으로 상호 밀접하게 관련되어야 한다고 주장한다. 종합적인 방법은 신학적 방법 혹은 권위의 방법으로 말해지는데 이 방법은 성경에 있는 신적인 자기 계시로부터 신학을 인출하는 것이다.

## 같이 보기
- 존 볼트

## 1차자료
- The Doctrine of God (trans. 1951). 한글역으로는 이승구, 개혁주의 신론 (서울: 기독교문서선교회, 1992)을 참고.
- Gereformeerde Dogmatiek (4 vols, 많은 네덜란드 에디션들이 존재한다. John Vriend에 의해 Reformed Dogmatics라는 이름으로 총 4권 영역이 완료되었다. 최근에 한글로도 완역되었다. 박태현, 개혁교의학, 총 4권 (부흥과개혁사, 2011)).
- Our Reasonable Faith (1909; trans. 1956).
- Philosophy of Revelation (The Stone Lectures, Princeton, USA) (1909).
- The Christian Family (1912; trans. 2012).
- The Last Things (trans. 1996).
- Essays on Religion, Science, and Society (John Bolt, ed.and trans. 2008).
- Our Reasonable Faith (중국어 번역)
- 차영배, 『헤르만 바빙크의 신학의 원리: 신학서론』 (서울: 총신대학교, 1983).
- 김영규 역, 하나님의 큰 일 (서울: 기독교문서선교회, 1984).
- 박태현 역, 『개혁교의학』, 전 4권(서울: 부흥과개혁사, 2011).
- 원광연 역, 『개혁교의학 개요』 (CH북스[크리스천다이제스트], 2004).
- 김찬영, 장호준 역, 존 볼트 엮음, 『개혁파 교의학(단권축약본)』(서울: 새물결플러스, 2015).
- 이혜경 역, 『교회의 분열에 맞서』 (도서출판 100, 2017).
- 박재은 역‧해제, 코리 브록 & 나다니엘 수탄토 편, 『계시철학: 개정‧확장‧해제본』 (다함, 2019).
- 김경필 역, 『기독교 세계관』 (다함, 2019).
- 박재은 역, 『찬송의 제사: 신앙고백과 성례에 대한 묵상』 (다함, 2020).
- 신호섭 역, 『설교론』 (다함, 2020).
- 박태현 역, 『교회를 위한 신학』 (다함, 2021).
- 박하림 역, 『일반은총』 (다함, 2021).

## 2차자료
- 김재윤, "헤르만 바빙크 삼위일체론의 특징과 의의: 경륜적 삼위일체와 존재론적 삼위일체의 관계를 중심으로," 「국제신학」, 13권 (2011): 97-119.
- 김재윤, "헤르만 바빙크 기독론의 특징들: 기독론의 보편성과 '안휘포스타시스'를 중심으로," 「교회와문화」, 27권 (2011): 161-178.
- 박상봉, "헤르만 바빙크의 ‘하나님의 주권과 인간의 죄’에 대한 이해," 「교회와문화」, 31권 (2013): 51-81.
- 박재은, "'창조계로의 참여' 모티브에 근거한 헤르만 바빙크의 전쟁관," 「개혁논총」, 29 (2014): 93-125.
- 박재은, "제임스 에글린턴의 Bavinck: A Critical Biography에 대한 비평적 고찰," 「개혁논총」, 56 (2021): 205-238.
- 박재은, “하나님의 영광에 대한 헤르만 바빙크의 견해,” 「생명과말씀」 34.3 (2022): 161-200.
- 박재은, "헤르만 바빙크와 동성애: 질서(orde)를 중심으로," 「개혁논총」, 62 (2022): 317-354.
- 박재은, “헤르만 바빙크와 복음 전도: ‘과제들: 복음 전도의 개념과 필요성’을 중심으로,” 「복음과선교」 64 (2023): 123-158.
- 박재은, “고통에 대한 헤르만 바빙크의 견해,” 「조직신학연구」 45 (2023): 182-213.
- 박재은, “헤르만 바빙크의 예배론: 존재와 행위의 관계성으로 살피는 예배,” 「한국개혁신학」 80 (2023): 208-236.
- 변종길, "헤르만 바빙크와 성경," 「교회와문화」, 31권 (2013): 109-121.
- 신현우, "헤르만 바빙크의 『개혁교의학』에 담긴 공관복음서 주해," 「신학지남」, 80/4 (2013): 10-27.
- 이남규, "헤르만 바빙크의 신학: 헤르만 바빙크의 타락전/후 선택설의 이해" 「장로교회와신학」, 10권 (2013):163-181.
- 이승구, "헤르만 바빙크의 신학: 헤르만 바빙크의 삼위일체론," 「장로교회와신학」, 10권 (2013):114-144.
- 우병훈, “칼빈과 바빙크에게 있어서 예정론과 언약론의 관계,” 「개혁논총」 23, no. 2 (2013): 297-331.
- 우병훈, “Bavinck and Barth on Schleiermacher’s Doctrine of Revelation,” Korea Reformed Theology 48 (2015): 38-71.
- 유해무, 『헤르만 바빙크: 보편성을 추구한 신학자』 (서울: 살림, 2004).
- 최홍석, "신비적 연합(unio mystica)에 대한 헤르만 바빙크의 견해," 「신학지남」, 67.2 (2000): 38-63.
- Ronald N. Gleason, Herman Bavinck: Pastor, Churchman, Statesman, and Theologian (Phillipsburg: P&R Pub., 2010).
- Richard Gaffin, God’s Word in Servant Form: Abraham Kuyper and Herman Bavinck and the Doctrine of Scripture. Reformed Academic Press, 2008.
- Eric D. Bristley, Guide to the Writings of Herman Bavinck. (Grand Rapids: Reformation Heritage Books, 2008).
- James Eglinton, 『바빙크: 비평적 전기』, 박재은 역 (다함, 2022).
- John Bolt, 『헤르만 바빙크의 성도다운 성도』, 박재은 역 (다함, 2023).